# مارك لي (ممثل)
مارك لي (بالإنجليزية: Mark Lee)‏ هو منتج أفلام ومخرج وممثل أسترالي، ولد في 1958 بسيدني في أستراليا.

## أعمال

### أفلام
- (1981) غاليبولي

## وصلات خارجية
- مارك لي على موقع IMDb (الإنجليزية)
- مارك لي على موقع ألو سيني (الفرنسية)
- مارك لي على موقع أول موفي (الإنجليزية)
- مارك لي على موقع قاعدة بيانات الأفلام السويدية (السويدية)
- مارك لي على موقع قاعدة بيانات الفيلم (الإنجليزية)
- مارك لي على موقع كينوبويسك (الروسية)